# Kévin Borlée
Pour les articles homonymes, voir Borlée.
Kévin Borlée, né le 22 février 1988 à Woluwe-Saint-Lambert, est un sprinteur belge, spécialiste du 400 m. Il remporte des médailles d'or dans les championnats d'Europe, championnats de Belgique et dans les championnats du monde en salle. Á cela s'ajoutent plusieurs médailles de bronze lors des championnats du monde d'athlétisme. De 2008 à 2024, il participe à de nombreuses finales des jeux olympiques dans les disciplines du 400 m, 4 x 400 m masculin et 4 x 400 m mixte.

## Biographie
Kévin Borlée, né le 22 février 1988 à Woluwe-Saint-Lambert, est le fils de Jacques Borlée, athlète et entraîneur d'athlétisme, et d'Edith Demaertelaere, athlète et artiste peintre. Il est le frère jumeau monozygote de Jonathan Borlée. Sa sœur Olivia et ses autres frères Dylan et Rayane Borlée (en) pratiquent également l'athlétisme.
Il remporte en 2006 à l'âge de dix-huit ans son premier titre national junior, le 400 mètres des Championnats de Belgique en salle, compétition dans laquelle son frère Jonathan s'adjuge le titre du 200 mètres.
En 2008, il établit un nouveau record de Belgique du relais 4 × 400 m en 3 min 2 s 51, en compagnie de son frère, Cédric Van Branteghem et Kristof Beyens, améliorant de près d'une seconde l'ancienne meilleure marque nationale réalisée 27 ans auparavant. Il réédite cette performance deux semaines plus tard avec 3 min 2 s 13. Sélectionné pour les Jeux olympiques de Pékin, Kévin Borlée est éliminé au stade des demi-finales du 400 m mais établit un nouveau record de Belgique de la discipline en 44 s 88, abaissant de 14 centièmes de seconde l'ancienne marque de son compatriote Cédric Van Branteghem. Aligné par ailleurs dans l'épreuve du relais 4 × 400 m, l'équipe belge, composée également de Jonathan Borlée, Cedric van Branteghem et Arnaud Ghislain, se classe quatrième de la finale à la suite du déclassement du relais russe en réalisant un nouveau record national en 2 min 59 s 37.
Kévin Borlée s'installe en fin de saison 2008 à Tallahassee aux États-Unis en compagnie de son frère. Étudiant à l'Université d'État de Floride, il se classe dès l'année suivante quatrième des Championnats NCAA en 45 s 43, dans une course remportée par son frère en 44 s 78 (record national). Lors de cette compétition, il décroche le titre du 4 × 400 m aux côtés de ses coéquipiers de Florida State.

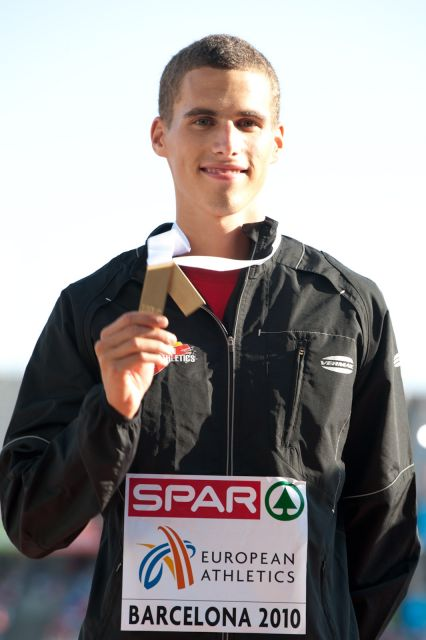
Kevin Borlée lors de son titre européen du 400 m en 2010.

Il participe aux Championnats du monde 2009 de Berlin où il atteint la 4e place de la finale du relais 4 × 400 m (3 min 1 s 88), composé de Antoine Gillet, Nils Duerinck, Cédric Van Branteghem. Il s'incline par ailleurs en demi-finale du 400 m (45 s 28).
Sa première médaille lors d'une compétition internationale majeure est obtenue en début de saison 2010 à l'occasion des Championnats du monde en salle de Doha. Dans l'épreuve du relais 4 × 400 m, Kévin Borlée et ses compatriotes Cedric van Branteghem, Antoine Gillet et Jonathan Borlée se classent deuxièmes de la finale en 3 min 6 s 94, devant le Royaume-Uni mais devancés largement par l'équipe des États-Unis.
Le 30 juillet 2010, Kévin Borlée remporte la finale des Championnats d'Europe de Barcelone dans le temps de 45 s 08, devançant notamment les Britanniques Michael Bingham et Martyn Rooney ainsi que son frère Jonathan, septième de la course. Il devient le premier athlète masculin belge titré au niveau continental depuis Karel Lismont, vainqueur du marathon des championnats d'Europe d'Helsinki en 1971. En fin de compétition, il obtient une nouvelle médaille continentale en se classant troisième du relais 4 × 400 mètres en compagnie de Arnaud Destatte, Cédric Van Branteghem et Jonathan Borlée (3 min 2 s 60).

Sélectionné dans l'équipe d'Europe lors de la première édition de la Coupe continentale d'athlétisme, à Split, le Belge se classe quatrième du 400 mètres (45 s 01) et deuxième du relais 4 × 400 m.

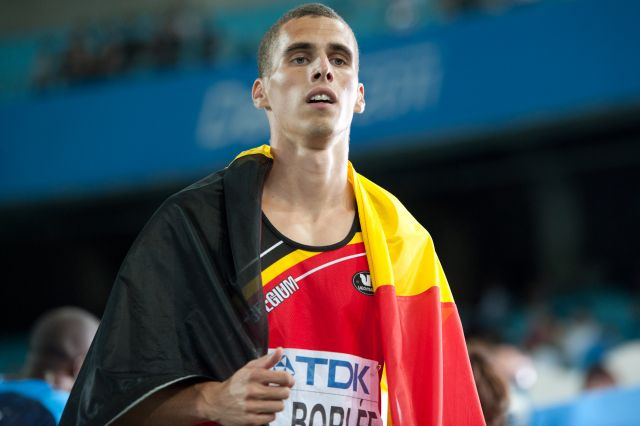
Kévin Borlée aux championnats du monde d'athlétisme de Daegu de 2011, après la finale du 400 m.

Il améliore sa meilleure marque personnelle sur le tour de piste en juillet 2011 à l'occasion du meeting de Madrid en réalisant le temps de 44 s 74, soit 14 centièmes de moins que son record de 44 s 88 datant des Jeux olympiques de 2008.
Le 29 août 2011, il se qualifie en compagnie de son frère pour la finale des 13es championnats du monde d'athlétisme, à Daegu. Kévin Borlée y décroche la médaille de bronze en 44 s 90, derrière le Grenadin Kirani James (44 s 60) et l'Américain LaShawn Merritt (44 s 63), son frère Jonathan occupant la cinquième place finale (45 s 07). Il devient à cette occasion le quatrième athlète belge médaillé mondial sur piste après William Van Dijck sur 3 000 m steeple (1987), Mohammed Mourhit sur 5 000 m (1999) et le relais 4 × 100 m féminin (2007).
En juin 2012, lors des Championnats de Belgique à Bruxelles, Kévin Borlée s'impose en 44 s 56 et améliore de 15/100 le record national détenu depuis 2010 par son frère Jonathan. Il établit par ailleurs provisoirement la troisième meilleure performance mondiale de l'année.
Il ne dispute pas le 400 m individuel lors des Championnats d'Europe mais est le dernier relayeur du 4 × 400 m pour la Belgique dans une équipe composée également de Nils Duerinck (en demi-finales), d'Antoine Gillet, de son frère Jonathan et de Jente Bouckaert. Ils remportent la médaille d'or en 3 min 1 s 09, soit la meilleure performance européenne de l'année.
Aux Jeux olympiques de Londres, il se qualifie pour la finale en compagnie de son frère et termine à la 5e place en 44 s 81, juste devant Jonathan.
Le 7 septembre au Mémorial Van Damme, il gagne le trophée de la Diamond League en s'imposant à Bruxelles devant son frère.
Le 10 février, il participe au 300 m du Flanders Indoor. Il termine second mais améliore le record de Belgique que détenait son frère en terminant en 32 s 72.
En mars, il participe aux Championnats d'Europe en salle à Göteborg, uniquement avec le relais 4 × 400 m et sans son frère Jonathan. Ils terminent à la 4e place en 3 min 7 s 98.
En juin, il prend part au Meeting d'Oslo, 6e manche de la Diamond League. Il termine 5e du 400 m en 45 s 86.
En juillet, il remporte à nouveau le titre de champion de Belgique sur le 400 m en 44 s 73, devant son frère cadet Dylan.
Fin juillet, il court le 400 m du London Grand Prix, 11e manche de la Diamond League. Il prend la 7e place avec un chrono de 45 s 59.
En août, il participe aux Championnats du monde. Il échoue au stade des demi-finales, en tant que premier non repêché au temps avec un chrono de 45 s 03. Il participe ensuite au relais 4 × 400 m avec ses deux frères Jonathan et Dylan. Avec Antoine Gillet, ils se qualifient pour la finale, dans laquelle ils terminent à la cinquième place avec Will Oyowe.
Le 10 juillet 2016 aux championnats d'Europe d'athlétisme 2016 à Amsterdam, il se classe 4e du 400 m puis remporte en compagnie de ses frères Johnatan et Dylan ainsi que Julien Watrin la finale du 4 × 400 mètres.
Le 4 mars 2018, il remporte la médaille de bronze du relais 4 x 400 m des championnats du monde en salle de Birmingham. Auteur avec ses coéquipiers d'un record de Belgique en salle en 3 min 02 s 51, il termine 3e de la course la plus relevée de l'histoire derrière l'équipe de Pologne (3 min 01 s 77, record du monde) et des États-Unis (3 min 01 s 98).
Le 10 août 2018, dans le stade olympique de Berlin, Kévin Borlée remporte la médaille d'argent du 400 m des championnats d'Europe de Berlin en 45 s 13, derrière le Britannique Matthew Hudson-Smith (44 s 78) et devant son frère jumeau Jonathan Borlée (45 s 19).
En 2019, il remporte avec le relais belge la médaille d'or aux championnats d'Europe en salle et la médaille de bronze aux championnats du monde, la première médaille mondiale en extérieur pour le relais.
En mars 2022 aux championnats du monde en salle, il remporte la médaille d'or du relais 4 × 400 m avec l'équipe belge. Puis en juillet aux championnats du monde, il remporte une deuxième médaille de bronze mondiale avec le relais.
Lors des Jeux olympiques 2024 de Paris, il se qualifie pour la finale avec le relais 4 x 400 mixte en améliorant le record de Belgique en 3 min 10 s 74. Dans l'épreuve du relais 4 x 400 m masculin, il participe à la finale dans laquelle l'équipe des « Tornados » décroche la quatrième place avec un nouveau record de Belgique en 2 min 57 s 75.
En septembre 2024, il participe à ses dernières compétitions sur 400 m lors du Mémorial Van Damme et prend sa retraite d'athlète sportif de haut niveau.
Avec son frère Jonathan, il devient le nouvel entraîneur d'athlètes belges de 400 m et de l'équipe belge de relais de 400 m prenant la succession de leur père Jacques Borlée.

## Palmarès

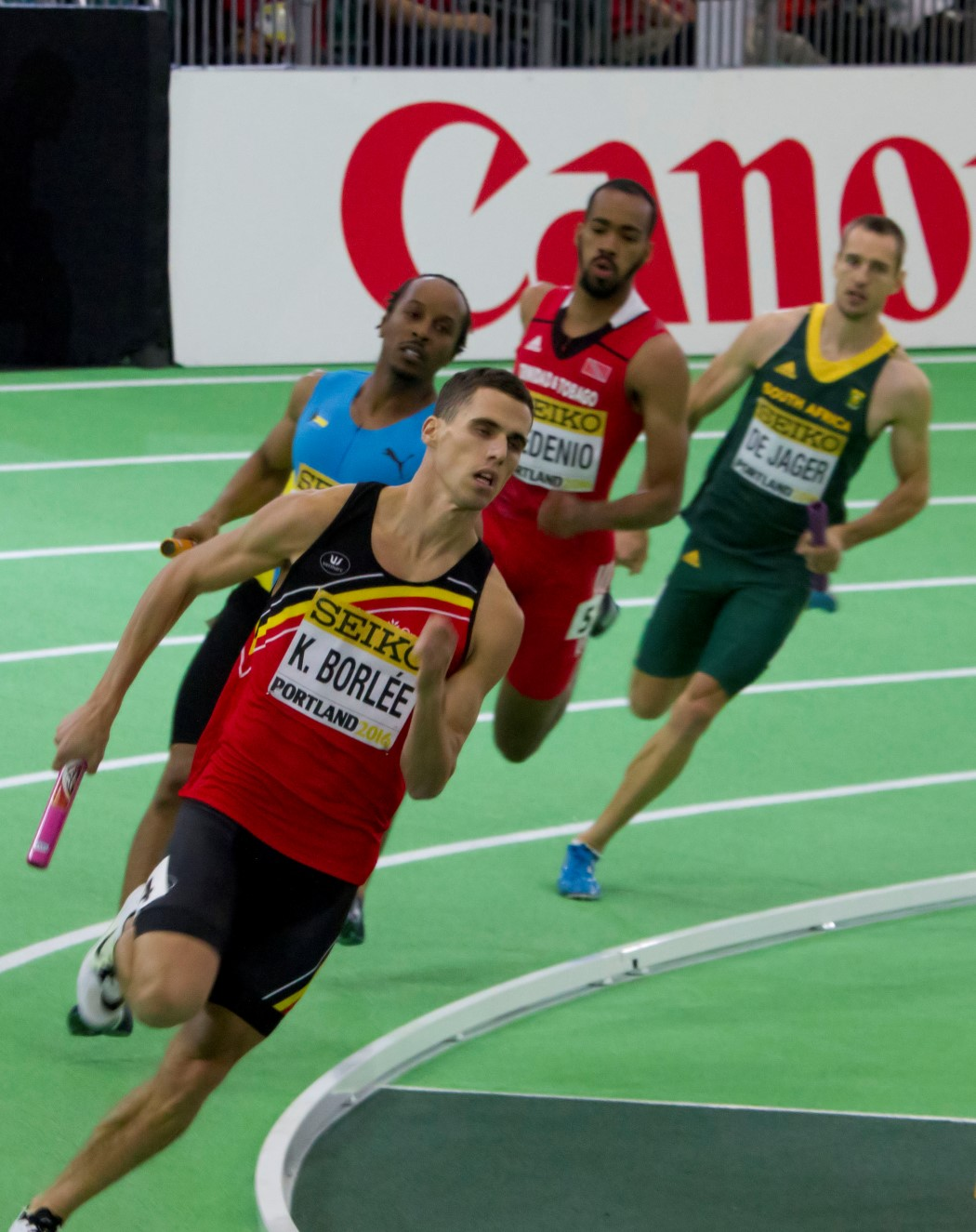
Kévin Borlée lors du 4 x 400 m des mondiaux en salle de 2016.

| Date | Compétition                       | Lieu             | Résultat | Épreuve   | Temps              |
| ---- | --------------------------------- | ---------------- | -------- | --------- | ------------------ |
| 2008 | Jeux olympiques                   | Pékin            | 4e       | 4 × 400 m | 2 min 59 s 37      |
| 2009 | Championnats du monde             | Berlin           | 4e       | 4 × 400 m | 3 min 1 s 88       |
| 2010 | Championnats du monde en salle    | Doha             | 2e       | 4 × 400 m | 3 min 6 s 94       |
| 2010 | Championnats d'Europe             | Barcelone        | 1er      | 400 m     | 45 s 08            |
| 2010 | Championnats d'Europe             | Barcelone        | 3e       | 4 × 400 m | 3 min 2 s 60       |
| 2010 | Coupe continentale                | Split            | 4e       | 400 m     | 45 s 01            |
| 2010 | Coupe continentale                | Split            | 2e       | 4 × 400 m | 2 min 59 s 84      |
| 2011 | Championnats d'Europe en salle    | Paris            | 3e       | 4 × 400 m | 3 min 6 s 57       |
| 2011 | Championnats du monde             | Daegu            | 3e       | 400 m     | 44 s 90            |
| 2011 | Championnats du monde             | Daegu            | 5e       | 4 × 400 m | 3 min 0 s 41       |
| 2012 | Championnats d'Europe             | Helsinki         | 1er      | 4 × 400 m | 3 min 1 s 49       |
| 2012 | Jeux olympiques                   | Londres          | 5e       | 400 m     | 44 s 81            |
| 2012 | Jeux olympiques                   | Londres          | 5e       | 4 × 400 m | 3 min 1 s 83       |
| 2012 | Ligue de diamant                  | Ligue de diamant | 1er      | 400 m     | détails            |
| 2013 | Championnats d'Europe en salle    | Göteborg         | 4e       | 4 × 400 m | 3 min 7 s 98       |
| 2013 | Championnats du monde             | Moscou           | 5e       | 4 × 400 m | 3 min 1 s 82       |
| 2013 | Jeux de la Francophonie           | Nice             | 3e       | 4 × 100 m | 39 s 58            |
| 2014 | Championnats d'Europe par équipes | Tallinn          | 1er      | 4 × 400 m | 3 min 4 s 93       |
| 2014 | Championnats d'Europe             | Zurich           | 7e       | 4 × 400 m | 3 min 2 s 60       |
| 2015 | Championnats d'Europe en salle    | Prague           | 1er      | 4 × 400 m | 3 min 2 s 87       |
| 2015 | Relais mondiaux de l'IAAF         | Nassau           | 3e       | 4 × 400 m | 2 min 59 s 33      |
| 2015 | Championnats du monde             | Pékin            | 5e       | 4 × 400 m | 3 min 0 s 24       |
| 2016 | Championnats du monde en salle    | Portland         | 6e       | 4 × 400 m | 3 min 9 s 71       |
| 2016 | Championnats d'Europe             | Amsterdam        | 4e       | 400 m     | 45 s 60            |
| 2016 | Championnats d'Europe             | Amsterdam        | 1er      | 4 × 400 m | 3 min 1 s 10       |
| 2016 | Jeux olympiques                   | Rio de Janeiro   | 4e       | 4 × 400 m | 2 min 58 s 52      |
| 2017 | Championnats d'Europe en salle    | Belgrade         | 2e       | 4 × 400 m | 3 min 7 s 80       |
| 2017 | Championnats du monde             | Londres          | 4e       | 4 × 400 m | 3 min 0 s 04       |
| 2018 | Championnats du monde en salle    | Birmingham       | 3e       | 4 × 400 m | 3 min 2 s 51       |
| 2018 | Championnats d'Europe             | Berlin           | 2e       | 400 m     | 45 s 13            |
| 2018 | Championnats d'Europe             | Berlin           | 1er      | 4 x 400 m | 2 min 59 s 47      |
| 2019 | Championnats d'Europe en salle    | Glasgow          | 1er      | 4 × 400 m | 3 min 6 s 27       |
| 2019 | Championnats du monde             | Doha             | 3e       | 4 × 400 m | 2 min 58 s 78      |
| 2022 | Championnats du monde en salle    | Belgrade         | 1er      | 4 × 400 m | 3 min 6 s 52       |
| 2022 | Championnats du monde             | Eugene           | 3e       | 4 x 400 m | 2 min 58 s 72      |
| 2022 | Championnats d'Europe             | Munich           | 2e       | 4 x 400 m | 2 min 59 s 49      |
| 2024 | Jeux olympiques                   | Paris            | 4e       | 4 × 400 m | 2 min 57 s 75 (NR) |

### Championnats de Belgique
| Outdoor | 2006 | 2007 | 2008 | 2009 | 2010 | 2011 | 2012 | 2013 | 2014 | 2015 | 2016 | 2017 | 2018 | 2019 | 2022 | 2024 |
| ------- | ---- | ---- | ---- | ---- | ---- | ---- | ---- | ---- | ---- | ---- | ---- | ---- | ---- | ---- | ---- | ---- |
| 200 m   | -    | -    | -    | 1er  | -    | 1er  | -    | -    | -    | -    | -    | -    | -    | -    | -    | -    |
| 400 m   | 2e   | 1er  | -    | -    | -    | -    | 1er  | 1er  | 1er  | 2e   | -    | 1er  | 1er  | 2e   | 2e   | 2e   |

| Indoor | 2006 | 2007 | 2008 | 2009 | 2010 | 2011 | 2012 | 2013 | 2014 | 2015 | 2016 | 2017 | 2018 | 2019 |
| ------ | ---- | ---- | ---- | ---- | ---- | ---- | ---- | ---- | ---- | ---- | ---- | ---- | ---- | ---- |
| 200 m  | -    | 1er  | -    | -    | -    | -    | -    | -    | -    | -    | -    | -    | -    | -    |
| 400 m  | 1er  | -    | -    | -    | -    | -    | -    | -    | -    | -    | -    | -    | -    | 1er  |

## Records personnels
| Épreuve Outdoor | Performance        | Lieu               | Date               |
| --------------- | ------------------ | ------------------ | ------------------ |
| 100 m           | 10 s 62            | Beveren            | 1er septembre 2007 |
| 200 m           | 20 s 72            | Bruxelles          | 23 juillet 2011    |
| 300 m           | 32 s 22            | Naimette-Xhovémont | 19 juillet 2017    |
| 400 m           | 44 s 56            | Bruxelles          | 16 juin 2012       |
| 4 × 400 m       | 2 min 57 s 75 (NR) | Paris              | 10 août 2024       |

| Épreuve Indoor | Performance       | Lieu       | Date            |
| -------------- | ----------------- | ---------- | --------------- |
| 60 m           | 6 s 85            | Gand       | 2 février 2013  |
| 200 m          | 21 s 18           | Gand       | 2 février 2013  |
| 300 m          | 32 s 72 (RN)      | Gand       | 10 février 2013 |
| 400 m          | 46 s 87           | Gand       | 19 février 2006 |
| 600 m          | 1 min 15 s 65     | Gand       | 13 février 2011 |
| 4 × 400 m      | 3 min 2 s 51 (RN) | Birmingham | 4 mars 2018     |

## Récompenses
- Spike d'Or : 2008, 2010 et 2011
- Mérites sportifs de la Communauté française : Meilleur espoir masculin en 2006, Prix coup de cœur en 2008 et Meilleure équipe masculine en 2008, 2010 et 2011
- Sportif belge de l'année : 2e en 2010 et 2011, 3e en 2008
- Équipe belge de l'année : 2009, 2010 et 2011, 2e en 2012
- Trophée national du Mérite sportif : 2011